# Tujia
El tujia (tujia septentrional: Bifzivsar, IPA: /pi35 ʦi55 sa21/ ; /pi35 ʦi55 sa21/; meridional: Mongrzzirhof, IPA: /mõ21 ʣi21 ho35/ ; xinès: 土 家 语, pinyin: Tǔjiāyǔ) és una llengua parlada originàriament pels tujies a la zona sud-central de la Xina. Forma part de la família de llengües sinotibetanes però sense adscripció, per la influència generalitzada de les llengües veïnes. Té dos dialectes diferenciats: septentrional i meridional. Ambdós dialectes són tonals amb els contorns de to de ˥ ˥˧ ˧˥ ˨˩ (55, 53, 35, 21). El dialecte septentrional té 21 inicials, mentre que el dialecte meridional en té 26 (amb cinc inicials aspirades més). Pel que fa a les finals, el dialecte septentrional en té 25 i el meridional 30, 12 de les quals s'utilitzen exclusivament en les paraules manllevades del xinès. Els verbs distingeixen veus actives i passives. Els seus pronoms distingeixen els nombres singular i plural juntament amb els casos possessius i els bàsics. El 2005, el nombre de parlants, segons les estimacions, era d'aproximadament 70.000 en el dialecte septentrional (dels quals només aproximadament 100 eren monolingües), i 1.500 en el dialecte meridional, per una població de 8 milions de l'ètnia tujia.

## Noms
Els autònims del Tujia inclouen pi˧˥ tsi˥ kʰa˨˩ [毕 孜卡] (pi˨˩ tsi˨˩ kʰa˨˩ en Ye 1995) i mi˧˥ tɕi˥ kʰa˧/˥ (Dai 2005). Els Tujia anomenen la seva llengua " pi˧˥ tsi˥ sa˨˩ " (Ye 1995).
"Tujia" (土 家) significa literalment "gent nativa", que és la denominació que els xinesos Han els havien donat a causa del seu estatus aborigen a la zona de Hunan-Hubei-Chongqing. Els Tujia, en canvi, anomenen "Kejia" (客家) els xinesos han, denominació també donada al poble Hakka, que significa "gent convidada" (Dai 2005).

## Classificació
El tujia és clarament una llengua sinotibetana, però la seva posició dins d'aquesta família no és clara, a causa del préstec massiu d'altres llengües sinotibetanes. Alguns l'han classificat al mateix grup que les llengües lolo i Llengües qiànguiques, però molts ho deixen sense classificar.

## Subdivisions
El tujia es divideix en dos grans dialectes. La major part de parlants es concentra en el dialecte del septentrional, mentre que el dialecte meridional es parla a només 3 pobles del municipi de Tanxi 潭溪镇 al xian de Luxi. Gairebé tots els parlants del tujia es troben a la Prefectura Autònoma Tujia i Miao de Xiangxi.
- Septentrional (Biji 毕基): Xian de Baojing, xian de Longshan, xian de Guzhang, xian de Yongshun
  - Hushi 互士语
  - Xia 虾语
  - Shasha 沙沙语
- Maeridional (Mengzi 孟兹): Municipi de Tanxi 潭溪镇 al xian de Luxi

## Conservació de la llengua
Malgrat el reduït nombre de parlants del tujia, hi ha un moviment entusiasta que treballa per conservar-lo, a Hunan i Hubei. S'han publicat dos llibres per a l'ensenyament del tujia i s'està treball en l'elaboració d'un diccionari. Chu Yongming (储永明), un estudiós del tujia, treballa amb infants a l'Escola de Minories Ètniques de Baifusi (xian de Laifeng, a Hubei), per promoure l'ús de la llegua.